# آلیاژ آلومینیوم 8089

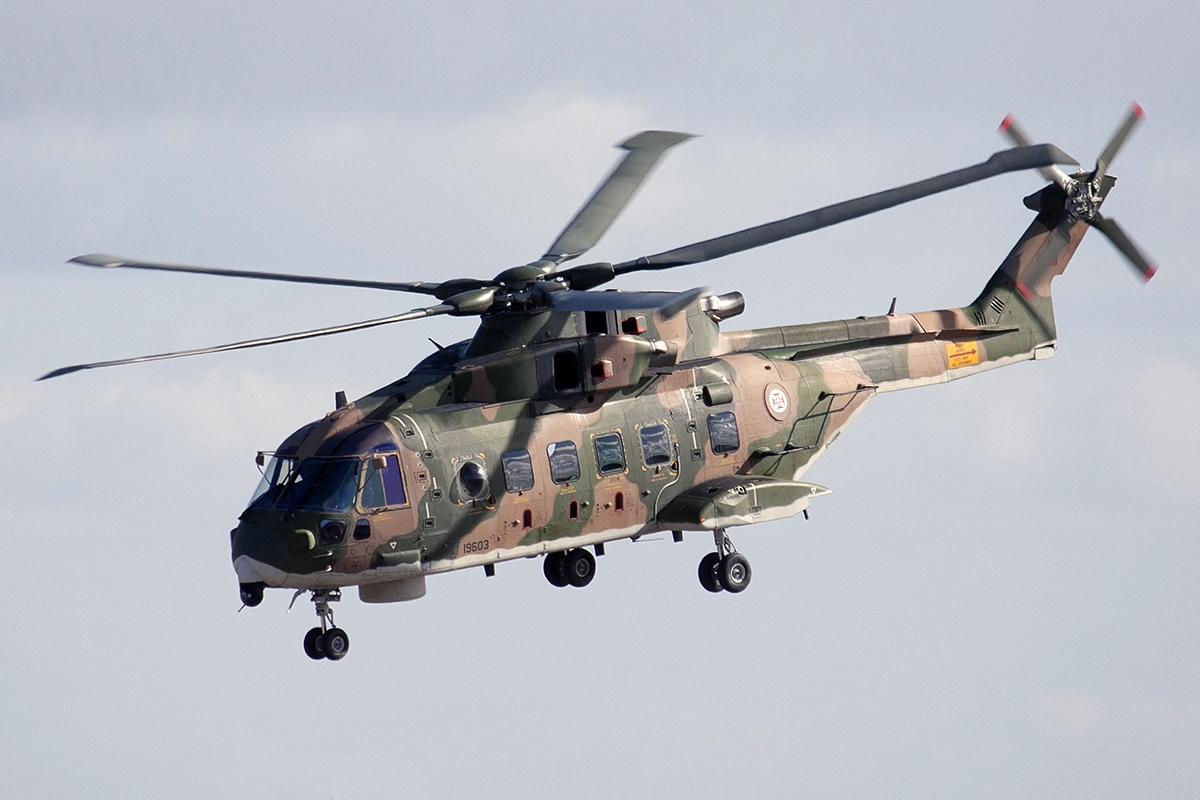
بدنهٔ کابین هلیکوپتر ساخته شده از آلیاژ ۸۰۸۹.

آلیاژ ۸۰۹۰ (به انگلیسی: 8090 aluminium alloy) از سری آلیاژهای آلومینیوم است که در آن لیتیوم به عنوان عنصر اصلی محسوب می‌شود. تولید آلیاژهای بر پایه لیتیوم از دههٔ ۱۹۷۰ آغاز شده‌است. آلیاژ ۸۰۹۰ جایگزین آلیاژ آلومینیم ۲۰۲۴ و ۲۰۱۴ شده‌است که در صورت مقایسه با آن‌ها چگالی ۱۰ درصد کمتر و مدول الاستیک ۱۱ درصد افزایش یافته‌است. این نوع آلیاژ برای صنایع و کاربردهای هوایی مورد استفاده قرار می‌گیرد. از دلایل اضافه کردن عنصر لیتیوم به آلومینیوم می‌توان موارد زیر را نام برد:
۱- اضافه کردن یک درصد ورزنی لیتیوم باعث کاهش سه درصدی چگالی می‌شود.
۲- اضافه کردن یک درصد ورزنی لیتیوم باعث افزایش ۶ درصدی مدول الاستیک می‌شود.
۳-باعث تسریع در شکل دهی می‌شود.
۴-عمر خستگی را افزایش می‌دهد.
آلیاژ ۸۰۹۰ آلومینیوم از آلیاژهای نسل دوم بر پایه لیتیوم آلومینیوم محسوب می‌شود. مقدار درصد وزنی لیتیوم بالای ۲ درصد می‌باشد که معایب و مزایای خود را دارد. از معایب آن به افزایش ناهمسانگردی و از مزایای آن می‌توان به کاهش چگالی، افزایش مدول الاستیک و افزایش عمر خستگی اشاره کرد. آلیاژ ۸۰۹۰ عموماً برای صنایع هوایی و کمتر کردن وزن صنایع نظامی و دفاعی کاربد دارد.

## ترکیب شیمیایی
جدول درصد عناصر تشکیل دهنده آلیاژ 8089
| عناصر تشکیل دهنده (درصد وزنی) آلیاژ ۸۰۹۰ | عناصر تشکیل دهنده |
| عنصر پایه                                | Al                |
| 0.1>                                     | Ti                |
| 0.25>                                    | Zn                |
| 0.1>                                     | Cr                |
| 0.6-1.3                                  | Mg                |
| 0.1>                                     | Mn                |
| 1-1.6                                    | Cu                |
| 0.3>                                     | Fe                |
| 0.2>                                     | Si                |

## خواص فیزیکی
جدول خواص فیزیکی آلومینیوم آلیاژی8090
| خواص فیزیکی                   | T68090    |
| نوع عملیات حرارتی             | 8090T6    |
| ضریب انبساط حرارتی100-20(m/m) | 21.4x10-6 |
| چگالی(Kg/m3)                  | 2.55x103  |
| هدایت حرارتی(W/m.k)           | ۹۳٫۵      |
| نقطهٔ ذوب(C°)                  | ۶۰۰–۶۵۰   |

## خواص مکانیکی
خواص مکانیکی آلیاژ ۸۰۹۰ تا حد زیادی به عملیات حرارتی اعمال شده روی آن بستگی دارد.
| خواص مکانیکی آلیاژ                   | 8090T6 | 8090T3 | 8090t8x |
| استحکام کششی(Mpa)                    | ۴۵۰    | ۳۴۰    | ۴۹۰     |
| استحکام تسلیم(Mpa)                   | ۳۷۰    | ۲۱۰    | ۴۳۰     |
| االانگیشن                            | ۷٪     | ۱۳٪    | ۹٪      |
| امدول الاستیک(Gpa)                   | ۷۷     | ۷۷     | ۷۷      |
| ااستحکام برشی(Mpa)                   | ۲۷۰    | ۲۰۰    | ۲۹۰     |
| اسختی برینل (نیرو 500kg، ضخامت 10mm) | ۲۷۰    | ---    | ---     |

بررسی رفتار خستگی و شکست یک آلیاژ Al-Li-Cu-Mg-Zr 8090-T6 در دمای اتاق (300 K) و نیتروژن مایع (77 K) نشان می‌دهد که مقاومت در برابر خستگی و شکست و همچنین شکل‌پذیری آلیاژ با کاهش دما افزایش می‌یابد. مشاهدات با میکروسکوپ الکترونی روبشی (SEM) و میکروسکوپ الکترونی عبوری (TEM) نشان می‌دهد که تغییرات در خستگی و رفتار شکست با دما با تغییر تغییر شکل ماده و شکست مرتبط است.

## خواص کششی
داده‌های ویژگی کششی تک محوری آلیاژ در دمای اتاق و نیتروژن مایع در جدول پایین ارائه شده‌است. به وضوح می‌توان دید که استحکام تسلیم و شکست ۱۰ تا ۲۰ درصد افزایش در ۷۷ کلوین را نشان می‌دهد.
جالب است بدانید که مقدار ازدیاد طول ۴۵ درصد افزایش بیشتری نشان می‌دهد؛ بنابراین، استحکام و شکل‌پذیری آلیاژ هر دو با کاهش دما از ۳۰۰ کلوین به ۷۷ کلوین افزایش می‌یابد.
| ۷۷   | ۱۵۳ | ۲۲۳ | ۳۰۰ | دما(K)             |
| ۵۰۰  | ۴۸۵ | ۴۹۲ | ۴۳۴ | استخکام تسلیم(Mpa) |
| ۶۴۴  | ۵۶۶ | ۵۵۹ | ۵۲۳ | استخکام نهایی(Mpa) |
| ۱۳٫۰ | ۷٫۸ | ۸٫۰ | ۷٫۲ | درصد ازدیاد طول    |

## کاربد
آلیاژ ۸۰۹۰ عموماً برای صنایع هوایی و کمتر کردن وزن صنایع نظامی و دفاعی کاربد دارد.